# Траут Вали (Њу Мексико)
Траут Вали (енгл. Trout Valley) насељено је место без административног статуса у америчкој савезној држави Њу Мексико.

## Демографија
По попису из 2010. године број становника је 16.
| Група             | 2000.    | 2010.      |
| Белци             | 0 (0,0%) | 15 (93,8%) |
| Афроамериканци    | 0 (0,0%) | 0 (0,0%)   |
| Азијати           | 0 (0,0%) | 0 (0,0%)   |
| Хиспаноамериканци | 0 (0,0%) | 1 (6,3%)   |
| Укупно            | 0        | 16         |